# Daniel Avramovski
Daniel Avramovski (en macédonien : Даниел Аврамовски), né le 20 février 1995 à Skopje (Macédoine), est un footballeur international macédonien qui évolue au poste de milieu offensif.

## Biographie

### En club
Daniel Avramovski commence sa carrière professionnelle avec le FK Rabotnički Skopje en 2010,.
Après un prêt au FK Makedonija GP, il rejoint en 2014 l'Étoile rouge de Belgrade,.
Il est prêté en 2015 à l'OFK Belgrade,.
En 2017, Avramovski est transféré à l'Olimpija Ljubljana,.
Il est immédiatement prêté au Vojvodina Novi Sad pour la saison 2017-2018,.
De retour à Ljubljana, il remporte la Coupe de Slovénie lors de la saison 2018-2019,.
En 2019, il rejoint le Vardar Skopje,.
Avec le Vardar, il est sacré Champion de Macédoine du Nord en 2020,. Il est un important artisan de cette victoire, terminant meilleur buteur du Championnat avec 10 buts.
Lors de la saison 2020-2021, il évolue en Turquie au sein du Kayserispor,.

### En équipe nationale
International macédonien, il reçoit sa première sélection en équipe de Macédoine du Nord lors d'un match amical contre la Chine le 18 juin 2014,.
Il fait partie du groupe macédonien qui dispute l'Euro 2020. Lors de cette compétition, il joue un match de phase de groupe contre l'Ukraine qui se solde par une défaite. Avec un bilan peu reluisant de trois défaites en trois matchs, huit buts encaissés et seulement deux buts marqués, la Macédoine est éliminée dès le premier tour.

## Palmarès
| NK Olimpija Ljubljana - Coupe de Slovénie (1) : - Vainqueur : 2018-19. |  | Vardar Skopje - Championnat de Macédoine du Nord (1) : - Champion : 2019-20. |